# BEST OF BALLADS
『BEST OF BALLADS』（ベスト・オブ・バラッズ）は、男闘呼組の1枚目のベスト・アルバム。1992年12月2日にBMGビクターから発売された。

## 内容
男闘呼組初のバラード・ベスト・アルバム。
様々な風景の写真撮影は岡本健一によるものである。
初回限定盤はデジパック仕様となっており、ライブ音源を3曲収録した8センチCDが封入された。

## 収録曲

### Disc 1
1. Midnight Train
2. LONELY…
3. 秋 -It's a ballad-
4. 不良
5. CROSS TO YOU -雨-
  - 「参」に収録されているより演奏時間が少し長くなっている。
6. 別離のハイウェイ
7. 追憶の挽歌
8. FOREVER
9. -M-
10. Resistance
11. 狂おしく むなしく
  - 表記は無いがイントロ・アウトロを編集した未発表バージョン。
12. 雨に抱かれて
  - 表記は無いがイントロを少し編集した未発表バージョン。
13. STAY WITH ME
  - 表記は無いがイントロを少し編集した未発表バージョン。
14. ANGEL
15. SO LONG
16. MY LIFE

### Disc 2　ライブバージョン（初回限定盤のみ）
1. インディアンの丘で
2. 秋 -It's a ballad-
3. I LOVE YOU

## 参加ミュージシャン
- 前田耕陽 - ボーカル、キーボード
- 成田昭次 - ボーカル、ギター
- 高橋一也 - ボーカル、ベース
- 岡本健一 - ボーカル、ギター
  - 江口信夫 - ドラム
  - 小関純匡 - ドラム
  - 馬飼野康二 - キーボード
  - 田中厚 - キーボード
  - 戸塚修 - キーボード